# Sphenomorphus minutus
Sphenomorphus minutus là một loài thằn lằn trong họ Scincidae. Loài này được Meyer mô tả khoa học đầu tiên năm 1874.